# Partit Demòcrata Europeu Català
Der Partit Demòcrata Europeu Català (PDeCAT; deutsch: Katalanische Europäische Demokratische Partei) war eine liberale, separatistisch ausgerichtete Partei in Katalonien, die für eine Unabhängigkeit dieser Region von Spanien eintrat. Sie wurde im Juli 2016 in Barcelona gegründet und war die Nachfolgeorganisation der gleichzeitig unter Korruptionsvorwürfen aufgelösten Convergència Democràtica de Catalunya (CDC). PDeCat stellte den Kern des von Carles Puigdemont getragenen Wahlbündnisses Junts per Catalunya, das sich aber im Sommer von PDeCat als eigene Partei abspaltete, um bei aufkommenden Wahlen mit eigenen Kandidaten anzutreten.

## Geschichte

### Vorgeschichte
Die Vorgängerpartei CDC war 1974 in der Zeit des Übergangs Spaniens zur Demokratie gegründet worden. 1979 bildete sie zusammen mit der christdemokratischen Unió Democràtica de Catalunya (UDC) das Parteienbündnis Convergència i Unió (CiU). Die CDC war über Jahrzehnte in Katalonien eine bestimmende Kraft und stellte mit Jordi Pujol (1980–2003), Artur Mas (2010–2016) und Carles Puigdemont (2016–2017) den Ministerpräsidenten der Region.
CiU und CDC verfolgten über Jahrzehnte im Verhältnis zur spanischen Regierung eine pragmatische Politik. So spielten sie häufig im spanischen Parlament die Rolle eines Mehrheitsbeschaffers, wofür Katalonien im Gegenzug von der Zentralregierung eine Ausweitung der Kompetenzen und eine bessere Finanzausstattung erhielt. Dies änderte sich ab 2012, als die CDC unter Führung des katalanischen Ministerpräsidenten Artur Mas auf eine Linie der Abspaltung von Spanien einschwenkte. Wegen der Frage der Unabhängigkeit der Region ging 2015 das Parteibündnis CiU in die Brüche.
Zudem war die CDC in den letzten Jahren ihrer Existenz zunehmend von Korruptions- und Vorteilnahmeaffären betroffen.
Die Führung der CDC beschloss daher 2015 eine Neugründung. Am 21. Mai 2016 wurde eine solche und damit die Auflösung der CDC in einer Urabstimmung angenommen. Darauf folgte am 8. Juli 2016 der letzte Parteitag der CDC, an den sich der Gründungskongress der neuen Partei anschloss. Nach heftiger Diskussion über den Namen der neu zu gründenden Partei, in der zuvor die Vorschläge der CDC-Führung (MésCatalunya und Catalans Convergents) von der Basis abgelehnt worden waren, erhielt die Partei schließlich den Namen Partit Demòcrata Català, der vor dem Namen Partit Nacional Català knapp den Vorzug erhielt. Der Name erwies sich jedoch als problemreicher Stolperstein, da bereits ein Jahr zuvor eine Partei namens Demòcrates de Catalunya von unzufriedenen Mitgliedern der CDC gegründet worden war und das spanische Innenministerium den Namen der neuen Partei deswegen nicht registrieren konnte. Im September 2016 wurde die zu diesem Zweck von der Parteiführung erweiterte Bezeichnung Partit Demòcrata Europeu Català vom Innenministerium als Parteiname registriert und vom 21. bis zum 22. Oktober von den Parteimitgliedern angenommen.
Die zentralen Gremien der neuen Partei wurden in einer Urwahl am 23. Juli 2016 gewählt.

### Junts per Catalunya
Mit der Ernennung von Puigdemont zum Präsidenten der Regionalregierung wurde die Partei zunehmend zu dessen Instrument und ging de facto in das Wahlbündnis Junts per Catalunya auf (das mit von vorwiegend aus der separatistischen Aktivistenbewegung ANC gestellten parteilosen Politikern gebildet wurde), mit der übergreifenden Zielsetzung der Unabhängigkeit Kataloniens, insbesondere nach der Flucht Puigdemont ins Exil in Belgien. In der Parlamentswahl in Katalonien 2017 gewann Junts per Catalonia, in die PDeCat den Apparat und die Finanzierung stellte, 34 von 135 Mandaten und war damit die stärkste Fraktion der katalanischen Unabhängigkeitsbefürworter (und zweitstärkste Fraktion nach Ciudadanos) im katalanischen Regionalparlament.

### Ausschluss aus ALDE-Partei
Im Oktober 2018 wurde die PDeCAT auf einer außerordentlichen Versammlung wegen Korruptionsaffären der Vorgängerpartei CDC und der zunehmend separatistischen Einstellungen aus der ALDE-Partei ausgeschlossen (insbesondere auf das Betreiben der unionistischen Ciudadanos hin, die ebenfalls in ALDE vertreten sind).

### Bruch mit Junts
Junts per Catalunya wurde im Juli 2018 als formal eigenständige Partei im Parteienregister eingetragen. Dies geschah auf Betreiben der PDeCAT, vornehmlich deshalb, um sich die Bezeichnung „Junts“ bzw. „Junts per Catalunya“ für zukünftige Wahlen (quasi als Marke) zu sichern. Dies stellt in Spanien, wo die Gründung und Eintragung einer Partei nur von einigen formellen Voraussetzungen abhängig ist, keine Seltenheit dar und wird auch von anderen politischen Lagern häufiger so gehandhabt. In Spanien spricht man von „instrumentalen Parteien“ (partidos instrumentales), die zwar als juristische Person existent sind, aber keine eigene politische Tätigkeit entfalten, sondern zu anderen Zwecken (wie dem der Sicherung der Bezeichnung) gegründet werden.
Im Sommer 2020 gelang es einer Gruppe um Puigdemont, Junts per Catalunya zu verselbständigen. Auf einem Online-Kongress im August 2020 wurden der weiterhin im Exil in Belgien lebende Puigdemont zum neuen Parteivorsitzenden und der wegen der separatistischen Bestrebungen inhaftierte Jordi Sànchez zum Generalsekretär gewählt.
Die PDeCAT kritisierte die Übernahme der bisher instrumentalen Partei durch Puigdemont als „betrügerisches Manöver“. Sie scheiterte vor Gericht jedoch mit dem Versuch, das durch einstweilige Verfügung zu unterbinden. Die Mehrheit der 2017 über die Liste Junts per Catalunya in das katalanische Regionalparlament gewählten Abgeordneten verließ die PDeCAT und schloss sich der von Puigdemont geführten Partei an.